# Proleskia hirta
Proleskia hirta är en tvåvingeart som beskrevs av Townsend 1927. Proleskia hirta ingår i släktet Proleskia och familjen parasitflugor. Inga underarter finns listade i Catalogue of Life.